# Gina Pane
Gina Pane (* 24. Mai 1939 in Biarritz; † 5. März 1990 in Paris) war eine italienische Künstlerin und eine wichtige Vertreterin von Body Art und Performance-Kunst.

## Leben und Werk
Pane wuchs in Turin auf und studierte von 1961 bis 1966 an der École Nationale Supérieure des Beaux-Arts de Paris. Pane begann 1970 mit ihren Aktionen. Diese sind insbesondere bekannt für die Einbeziehung von Selbstverletzungen der Künstlerin mit Glas, Dornen, Klingen und Feuer. Ab 1981 schrieb sie Partitionen, anstatt Live-Aktionen auszuführen. Sämtliche von ihr ausgeführten Aktionen sind nur per Fotografie von ihrer Fotografin Françoise Masson dokumentiert.
Ihre bekannteste Performance azione sentimentale fand 1973 in der Galerie Diagramma in Mailand statt. Dabei trug sie ein weißes Kleid und stach sich in den linken Unterarm Rosendorne ein. Die Fotos suggerieren einen zeitlichen Verlauf der Selbstverletzung, indem sie zeigen, wie Pane eine Rasierklinge an ihren Handballen ansetzt und die folgende Aufnahme den Schnitt mit herunterfließendem Blut dokumentiert. Der eigentliche Akt der Verletzung ist damit nicht zu sehen.
Gilbert Gatiellier beschreibt im Katalog Gina Pane die Aktion Le Lait Chaud: „Neue Aktion in einer Privatwohnung. Zusammenstoß der Elemente Milch (Rückkehr in die behütete Kindheit und das sterile, gleichgültige Weiß) und Blut (Leben, Blutverlust, Gewalt und Tod) und die Gegenüberstellung von spielerischen Intermezzen (Ballspiel, Spielregeln) und der Worte „Lieben - Frieden - Kosmos“ mit der visualisierten Gewalt (die Künstlerin schneidet sich durch ihr weißes Hemd hindurch mit einer Rasierklinge in den Rücken). Nachdem sie auch ihr Gesicht zerschnitten hat (Überschreitung des westlichen Tabus der Schönheit), richtet G.P. die Kamera auf die Zuschauer und zwingt sie, nachdem sie derart das Bollwerk ihrer Konditionierung erschüttert hat, mit sich selbst zu kommunizieren“.
In den 1980er Jahren wandte sich Pane verstärkt der Installationskunst zu, wobei in diesem Werken das Metaphysische dominiert.
Neben ihrer künstlerischen Tätigkeit war Pane von 1975 bis 1990 Lehrbeauftragte an der École Nationale Supérieure des Beaux-Arts in Le Mans und betrieb von 1978 bis 1979 ein Atelier für Performancekunst im Centre Pompidou.

## Ausstellungen (Auswahl)
- 1977 documenta 6, Kassel.
- 1977 Galleria d’arte moderna di Bologna
- 1982 Künstlerhaus Bethanien, Berlin.
- 1999 John Hansard Gallery, Southampton.
- 2000 Galerie im Taxispalais, Innsbruck.
- 2001 John Hansard Gallery, Southampton; Galerie Krinzinger, Wien.
- 2002 Arnolfini, Bristol, England.
- 2003 Les 20 ans des FRAC, Frankreich; Neue Galerie, Graz; Raffaella Cortese, Mailand.
- 2004 Passage de Retz, Paris; Crac Alsace, Altkirch.
- 2005 Centre Pompidou, Paris; Mamco Genf; Chateau de Carcassonne; Museum für Gegenwartskunst, Siegen.
- 2009 Situation idéale, Musée des Beaux-Arts de Nantes; Le Frac des Pays de la Loire, Hangar à Bananes, île de Nantes.
- 2010 Le ultime, Galleria l'Elefante, Treviso, Italien.
- 2017–2018 Feministische Avantgarde der 1970er-Jahre aus der Sammlung Verbund, Wien.[4] ZKM, Karlsruhe, DE.[5]
- 2018–2019 Feminist Avant-garde / Art of the 1970s SAMMLUNG VERBUND Collection, Vienna, The Brno House of Arts, Brünn, Tschechien.[6]